# Gérson Conrad
Gérson Conradi (São Paulo, 15 de abril de 1952) é um compositor e músico brasileiro.
Iniciou sua carreira no grupo musical Secos & Molhados.

## Carreira
Gérson Conrad ficou conhecido ao ingressar no ano de 1973 no grupo Secos & Molhados, que contava com João Ricardo e Ney Matogrosso. Foi o responsável por uma das canções mais clássicas do grupo e da época: "Rosa de Hiroshima", um poema de Vinicius de Moraes musicado por Gerson. No segundo disco do grupo, de 1974, foi compositor de mais uma canção, "Delírio".
Com o término do grupo no ano de 1974, Gerson se juntou ao letrista Paulo Mendonça e a atriz e cantora Zezé Motta, e lançou em 1975 o disco Gérson Conrad e Zezé Motta, no qual se destacaram as canções "Trem noturno" e "A dança do besouro".
Em 1981, fez um outro trabalho solo, Rosto Marcado, lançado pela gravadora Som Livre.
Gérson Conrad tem sua banda, "Trupi", que há mais de 20 anos mantém em seu repertório algumas canções dos Secos & Molhados, e canções de blues e rock. Atualmente estão com o espetáculo que leva o nome de "Bons Tempos", uma das canções escritas por Gérson Conrad.
Em 2013, lança o livro "Meteórico Fenômeno - Memórias de Um Ex-Secos & Molhados". O livro trazia um CD com duas músicas gravadas pelo autor: a clássica ‘Rosa de Hiroshima’, agora cantada por ele, e ‘Direto Recado’, uma mensagem ao seu desafeto e ex-companheiro João Ricardo.
Em 2018, lança Lago Azul, seu terceiro álbum.
Em outubro de 2020, lançou o EP O Fio do Meu Destino, nas plataformas digitais. O EP traz cinco músicas, todas com letras de Rogério Batalha, quatro com melodias de Conrad e uma de Aru Jr.

## Discografia

### Secos & Molhados
- 1973 - Secos & Molhados (Continental)
- 1974 - Secos & Molhados (II) (Continental)
- 1980 - Ao Vivo no Maracanãzinho (1974) (Continental)

### Solo
- 1975 - Gérson Conrad e Zezé Motta (Som Livre)
- 1981 - Rosto Marcado (Warner)
- 2018 - Lago Azul (Deckdisc)
- 2020 - O Fio do Meu Destino (EP)

## Livros
- 2013 - "Meteórico Fenômeno - Memórias de Um Ex-Secos & Molhados" (Editora Anadarco)